# Liberala kvinnor
Liberala kvinnor är Liberalernas kvinnoförbund, som grundades 1936 och fram till 2002 hade namnet Folkpartiets kvinnoförbund (FPK). Det har även kallats Folkpartiet Liberalernas Kvinnoförbund. 

## Historik
En föregångare var Frisinnade kvinnors riksförbund från 1914, som dock blev mer socialistiskt inriktad när den år 1931 omvandlades till Svenska Kvinnors Vänsterförbund (SKV).
1924 bildades Kvinnogruppen inom Frisinnade Folkpartiet, av bland andra Ellen Hagen, Emilie Rathou och dess ordförande Vira Eklund; den var en kvinnogrupp inom Frisinnade Folkpartiet, som var en av de två liberala partier som senare bildade folkpartiet. 
1934 bildades folkpartiet när Frisinnade folkpartiet och Sveriges liberala parti förenades. Ett kvinnoförbund skulle då bildas för det nya partiet av kvinnogruppen från av de två grundarpartierna. Liberala kvinnor bildades informellt som en kvinnogrupp 1935, men grundades formellt under namnet Folkpartiets kvinnoförbund i Gävle i juni 1936.

## Ordförande
- Vira Eklund 1935–1938, tidigare ordförande i föregångaren, Kvinnogruppen inom Frisinnade Folkpartiet.
- Ellen Hagen 1938–1946
- Ruth Hamrin-Thorell 1946–1950
- Eva Wennerström-Hartmann 1950–1956
- Ingrid Andrén 1956–1962
- Jessie Ståhl 1962–1964
- Margareta Nordström 1964–1967
- Ingegärd Frænkel 1967–1977
- Charlotte Branting 1977–1988
- Barbro Westerholm 1988–1997
- Helena Bargholtz  1997–2006
- Solveig Hellquist 2006–2007
- Birgitta Ohlsson 2007–2010
- Bonnie Bernström 2010–2012
- Anna Steele 2012–2014
- Gulan Avci 2014–2019
- Cecilia Elving 2019–2025
- Malin Sjöberg-Högrell 2025–